# Rudolf Macura
Rudolf Feliks Macura (ur. 18 lutego 1886 w Kałuszu, zm. 30 września 1940 w Warszawie) – polski architekt, nauczyciel, malarz, etnograf i kolekcjoner.

## Życiorys

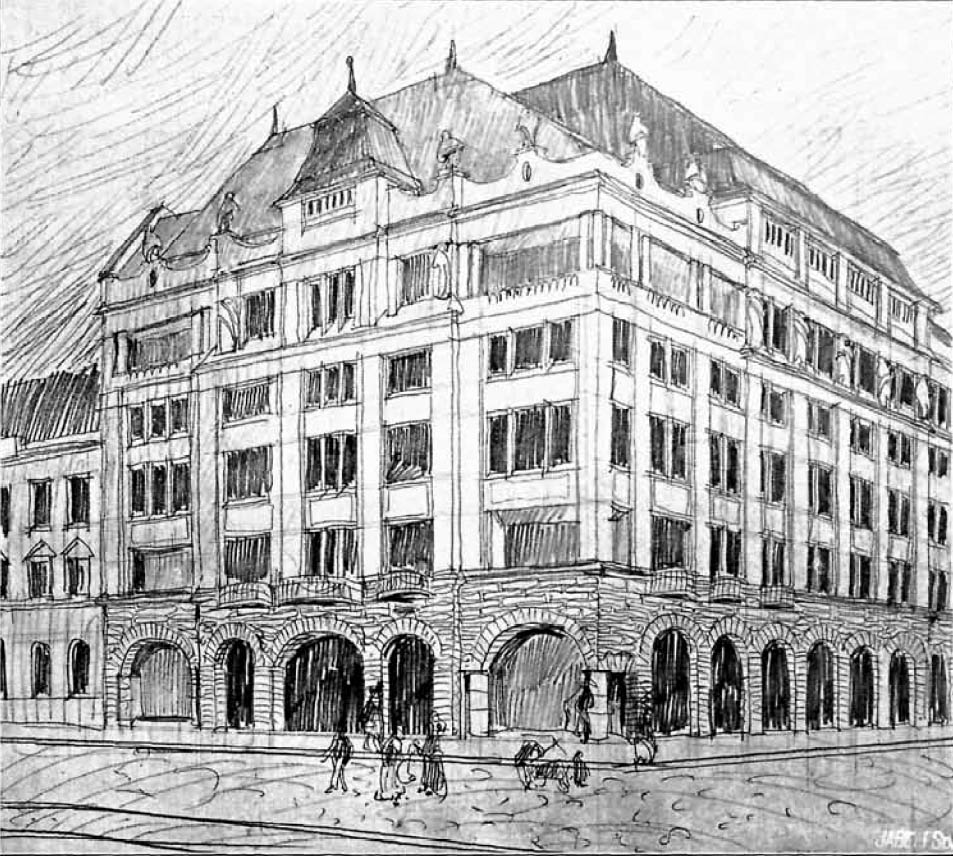
Projekt Hotelu Krakowskiego

Jego ojciec Józef był głównym magazynierem kolei państwowych. Rudolf studiował na Wydziale Budownictwa Wyższej Szkoły Przemysłowej w Krakowie. Praktykę odbył we Lwowie. Współpracował z Henrykiem Zarembą i Janem Choynowskim. Uczestniczył w konkursach architektonicznych, w których wielokrotnie był doceniany. Zaczął studia malarskie na Akademii Sztuk Pięknych w Krakowie, ale przerwała je I wojna światowa. Macura służył w armii austro-węgierskiej. Po 1918 studiował architekturę na Akademii Sztuk Pięknych w Krakowie.

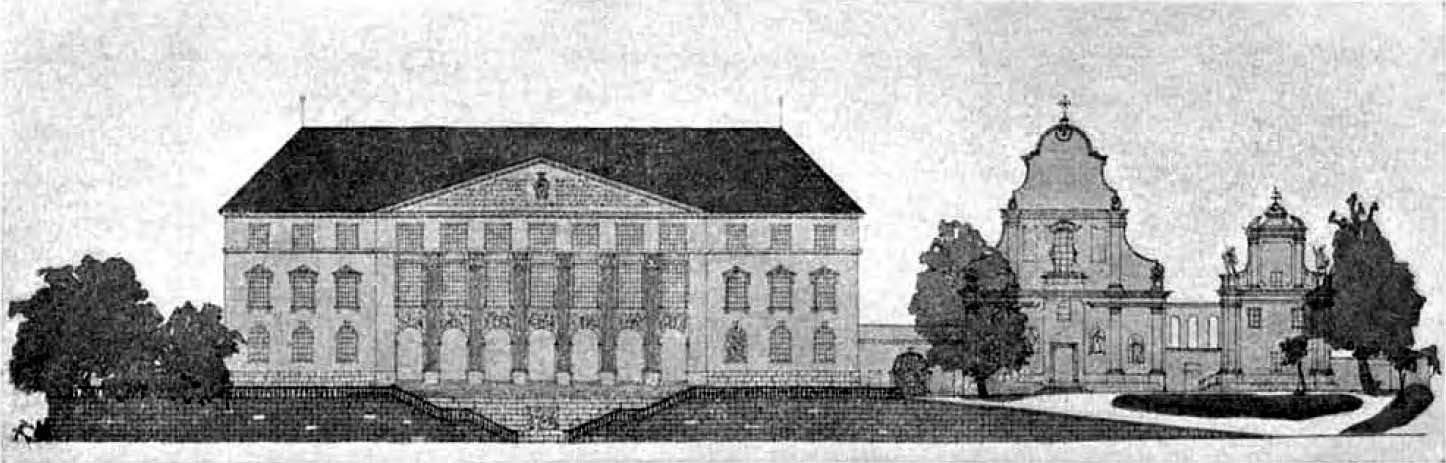
Projekt przebudowy gmachu Uniwersytetu Lwowskiego

W latach 1919–1925 był architektem powiatowym w Ostrołęce. Pracował jako nauczyciel rysunku w Gimnazjum Żeńskim i Gimnazjum im. Króla Stanisława Leszczyńskiego. Był członkiem Towarzystwa Śpiewaczego „Lutnia”, współprowadził zespół chóralno-muzyczny w Ostrołęce. Opracował plan zagospodarowania Ostrołęki, zajął się zabezpieczeniem dzwonnicy w Myszyńcu. W 1937 opublikował broszurę Ziemia Kurpiów przygotowaną na zlecenie Ministerstwa Komunikacji. Był kolekcjonerem sztuki ludowej Kurpiów Zielonych. W czasie niemieckiej okupacji Warszawy przekazał swoje zbiory bibliofilowi Janowi Michalskiemu.

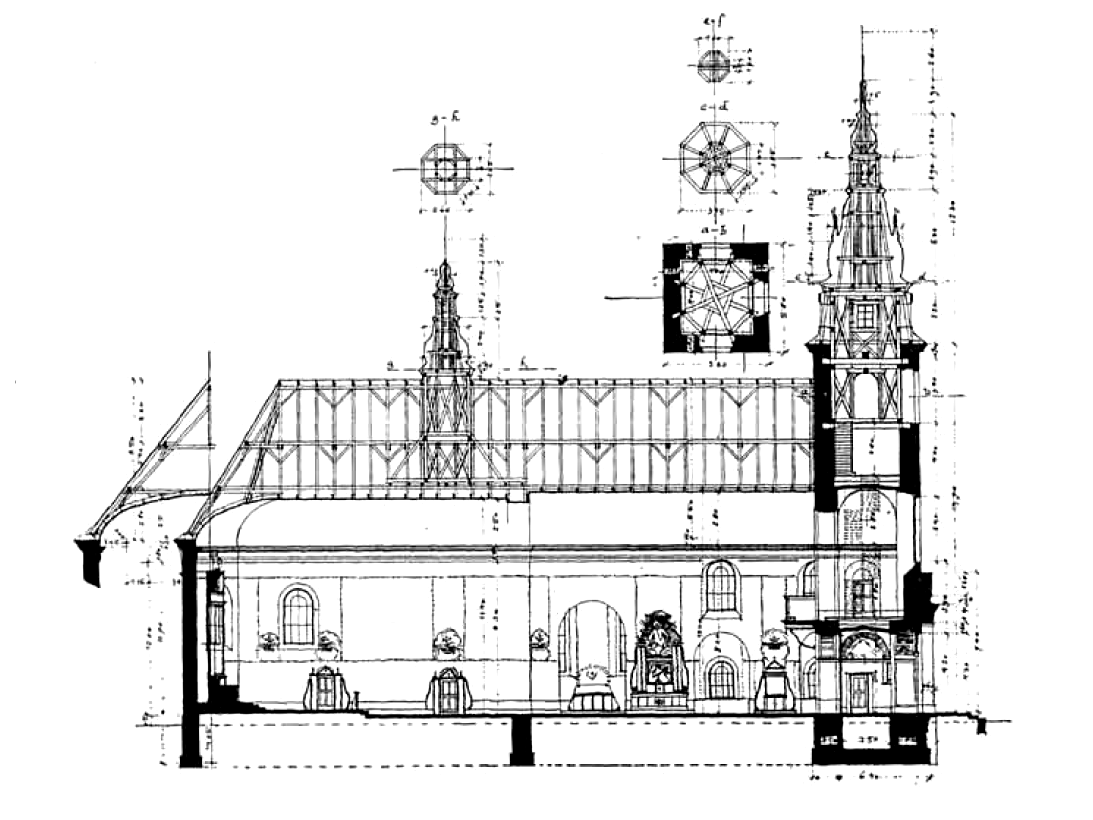
Projekt odbudowy kościoła w Nowogrodzie

W latach 1925–1934 mieszkał w Białymstoku. Pracował w Oddziale Architektoniczno-Budowlanym Okręgu Dyrekcji Robót Publicznych Urzędu Wojewódzkiego w Białymstoku. Opracował m.in. plan regulacji Supraśla. Na spotkaniach Miejskiego Uniwersytetu Powszechnego w Białymstoku wygłaszał odczyty o sztuce. W prasie publikował teksty z zakresu urbanistyki, architektury i kultury kurpiowskiej. Był członkiem komisji konkursowych, rad artystycznych miast Białegostoku i Supraśla, jak również komitetów na rzecz budowy gmachów publicznych (kościół św. Rocha, Dom Inwalidów Wojennych, dom ludowy w Supraślu).
W 1932 rozpoczął własną działalność architektoniczną. W 1934 z żoną Haliną, zapewne po śmierci syna Stanisława (1928–1934), przeprowadził się do Warszawy. Po wybuchu II wojny światowej uczestniczył w tajnych spotkaniach środowiska kulturalnego, na których wygłaszał referaty.
Został pochowany na warszawskim cmentarzu ewangelicko-reformowanym w Warszawie (W/5/30).

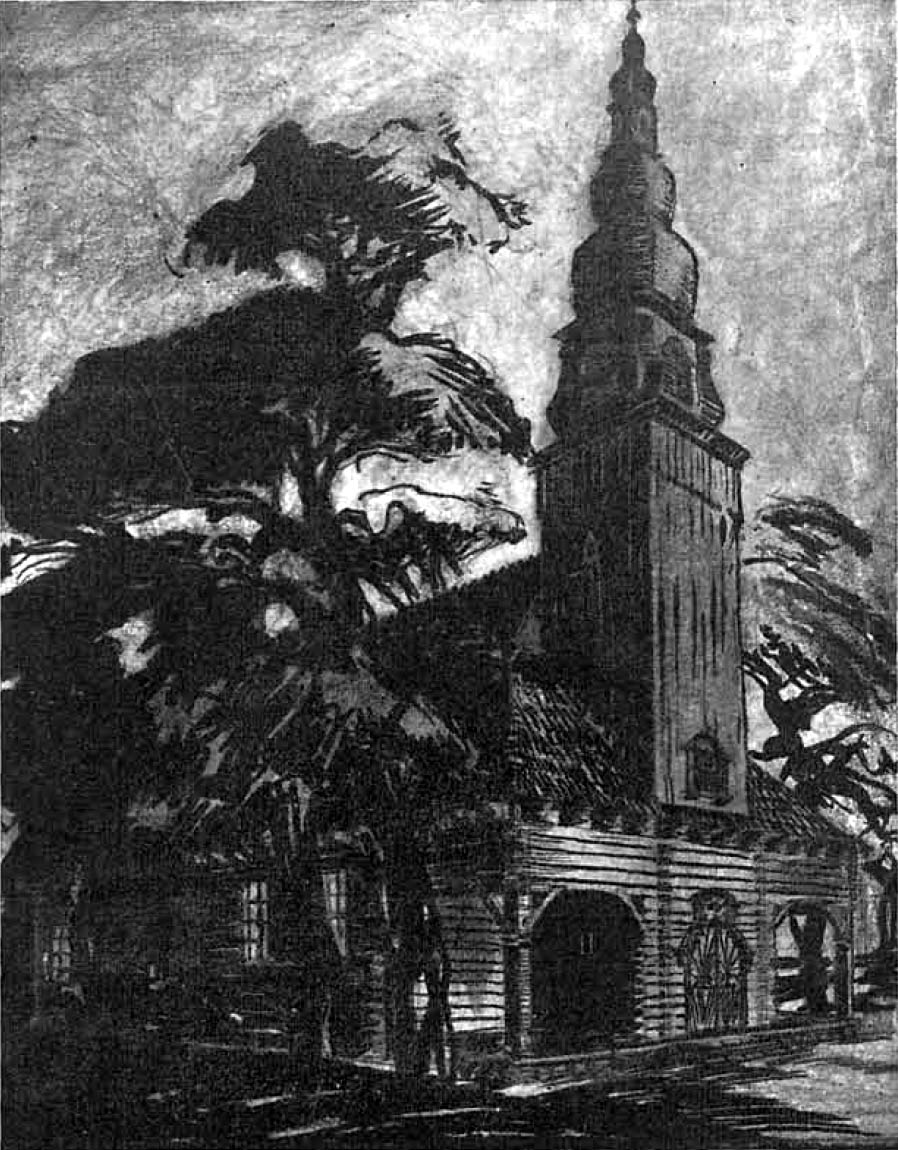
Wizualizacja niezrealizowanego projektu kościoła w Kuziach

## Konkursy
Lista na podstawie opracowań:
- 1908: projekt budki na wodę sodową na krakowskich Plantach
- 1911: projekt Hotelu Krakowskiego z funduszu Towarzystwa Wzajemnych Ubezpieczeń w Krakowie we Lwowie – I nagroda (wraz z Henrykiem Zarembą)
- 1911: przebudowa Teatru Skarbkowskiego we Lwowie – II nagroda (wraz z Henrykiem Zarembą)
- 1912: projekt hal targowych w Jarosławiu – I nagroda (wraz z Henrykiem Zarembą)
- 1912: projekt gmachu Kasy Oszczędności w Sanoku – III równorzędna nagroda (nie przyznano I i II)[9]
- 1913: przebudowa gmachu uniwersyteckiego we Lwowie (wraz z Henrykiem Zarembą)
- 1914: projekt nagrobka w konkursie na krzyże, słupy, kapliczki i nagrobki Związku Kapłanów „Unitas” w Poznaniu.

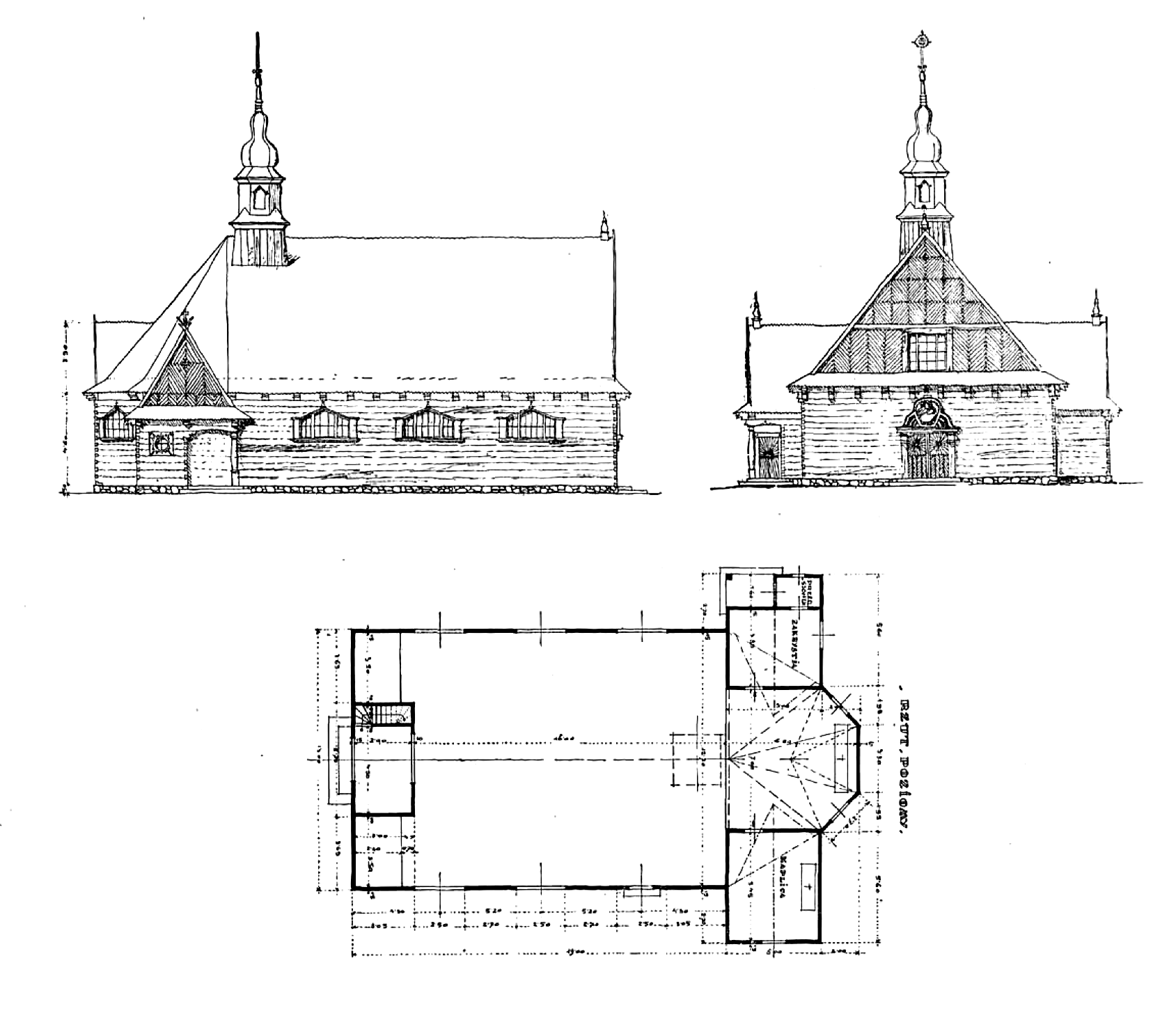
Projekt kościoła w Czarni

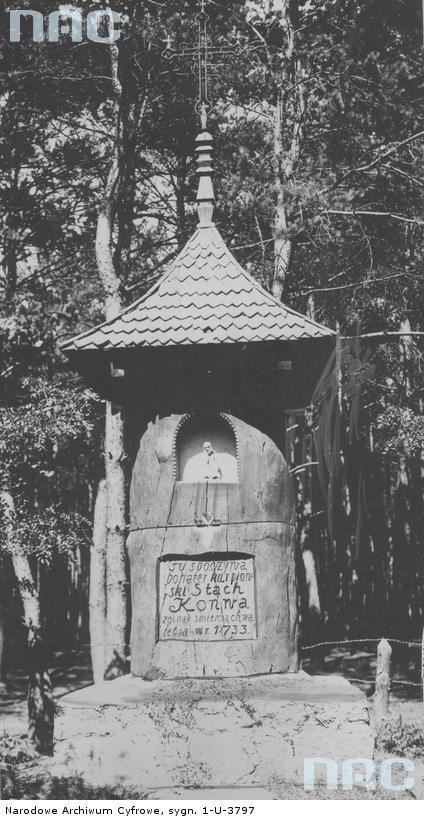
Pomnik Stacha Konwy w Lesie Jednaczewskim

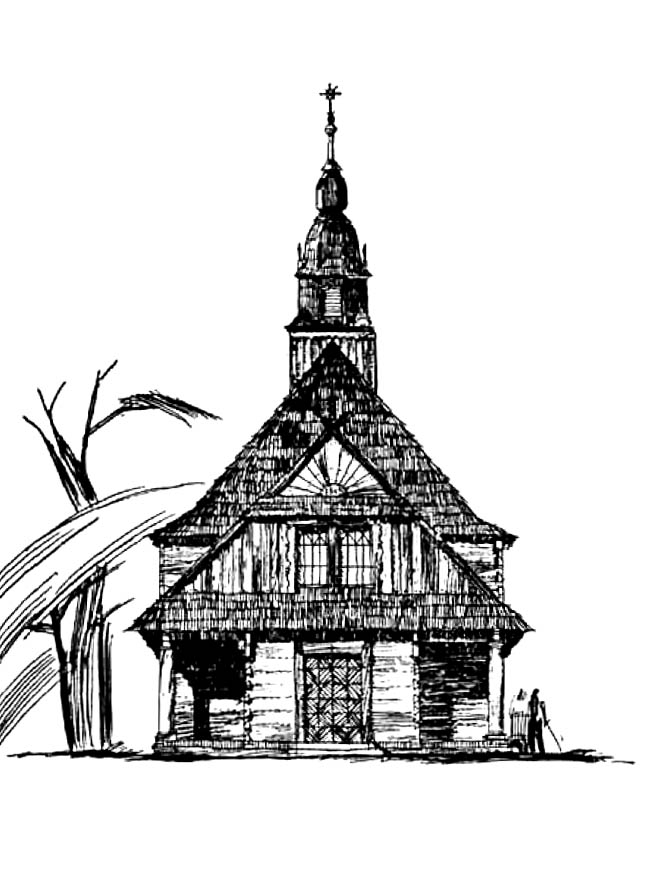
Projekt kościoła w Bronowie

## Projekty
Lista na podstawie opracowań:
- 1919–1920: projekt odbudowy kościoła w Kadzidle
- 1922–1923: projekt dokończenia odbudowy kościoła w Nowogrodzie
- 1920–1921: projekt odbudowy kościoła klasztornego w Ostrołęce
- 1921: projekt kościoła i plebanii w Kuziach
- 1921: widownia Teatru „Reduta” w Łomży
- 1921: projekt kościoła w Czarni
- 1921: projekt pomnika-kapliczki w Ostrołęce (dziś w miejscu Mauzoleum bitwy pod Ostrołęką)
- 1922: pomnik Stacha Konwy w Lesie Jednaczewskim koło Łomży
- 1922: przebudowa Domu Ludowego w Łomży na Państwową Szkołę Mierniczą i Leśną (ze Zdzisławem Świątkowskim)
- 1926: niezrealizowany projekt kościoła w Bronowie
- 1928: projekt pseudobarokowej sygnaturki na dachu kościoła farnego w Ostrołęce
- przed 1923: projekt odbudowy ratusza w Ostrołęce
- przed 1923: projekt łaźni miejskiej w Ostrołęce
- 1923–1925: projekt odbudowy kościoła w Kleczkowie
- 1928: projekt przebudowy i kapitalnego remontu katedry w Łomży
- 1928: projekt przebudowy cerkwi w Ostrołęce na pomieszczenia Szkoły Rzemieślniczo-Przemysłowej
- 1929: projekt gmachu Państwowego Gimnazjum Koedukacyjnego im. Stanisława Leszczyńskiego w Ostrołęce
- przebudowa dworu w Susku Starym
- przed 1932: projekt pomnika upamiętniającego bitwę pod Myszyńcem w 1863
- kaplica w zespole budynków Misji Barbikańskiej przy ul. św. Rocha 25A w Białymstoku
- projekt pomnika Ofiar Mordu Bolszewickiego przy ul. gen. Maczka w Białymstoku
- Zakład Wychowawczo-Rzemieślniczy pw. św. Józefa przy ul. Słonimskiej 8 w Białymstoku
- projekt Domu Inwalidów Wojennych w Białymstoku
- willa Zofii i Jana Wolterów przy ul. Słonimskiej 31 w Białymstoku
- drewniany dom jednorodzinny przy ul. Szczyglej 1 w Białymstoku (rozebrany po 1991)
- kamienica Stanisława Bełdowskiego przy ul. Mickiewicza 11 w Białymstoku.